# William Graham, II conte di Montrose
William Graham, II conte di Montrose (1492 – Kincardine, 24 maggio 1571), è stato un nobile e politico scozzese.

## Biografia
Era il figlio maggiore ed erede di William Graham, I conte di Montrose, e di sua moglie Annabel, una figlia di John Drummond, I lord Drummond. Il Clan Graham era un clan scozzese di origine normanna, che acquistò una certa preminenza nel regno di Scozia a partire da Davide I.
Succedette ancora minorenne al padre, morto nella battaglia di Flodden Field. Nel 1525 risultava tra i nobili selezionati quali attendenti del re Giacomo V di Scozia. Nel giugno 1535 venne nominato ambasciatore in Francia in relazione alle trattative matrimoniali del re. Nel 1536 venne nominato membro del consiglio di reggenza durante l'assenza del re, matenendo tale incarico sino al ritorno del sovrano dalla Francia con la consorte Maddalena di Valois, nel 1537. Fu parte della fazione che supportò re Giacomo contro la componente filo inglese della corte, capeggiata da Archibald Douglas, VI conte di Angus.
Dopo la morte del re, Montrose prese parte alla sessione del Parlamento di Edimburgo del 15 marzo 1543 e votò per l'elezione del conte di Arran quale reggente di Maria, regina di Scozia. Montrose rimase un membro di spicco del consiglio di reggenza, venendo ricompensato nel 1546 con vari possedimenti confiscati a Matthew Stuart, conte di Lennox, che mantenne fino al perdono di quest'ultimo nel 1564. Nel 1547 Montrose prese parte al fallito assedio del castello di Broughty, che era stato occupato dagli inglesi dopo la battaglia di Pinkie.
Montrose rimase cattolico, non prendendo parte al Reformation Parliament del 1560, nel quale vennero approvati vari statuti che introdussero la Riforma scozzese quale religione di Stato e abolirono la giurisdizione della Chiesa cattolica in Scozia. 
Nel 1561 venne nominato membro del Consiglio della Corona e appoggiò il matrimonio della regina con Henry Stuart, lord Darnley. Fu contrario alla deposizione di Maria Stuarda e al suo incarceramento nel castello di Loch Leven. 
Morì a Kincardine il 24 maggio 1571.

### Matrimonio e discendenza
Nel dicembre 1515 sposò Janet Keith, figlia di William Keith, III Conte maresciallo di Scozia. Ebbero nove figli:
- Robert Graham (? - 10 settembre 1547), sposò Margaret, figlia di Malcolm Fleming, III lord Fleming. Ebbe un figlio postumo, John Graham, III conte di Montrose;
- Alexander Graham di Wallaceston, sposò Marion, la figlia di George Seton, III lord Seton e vedova di Hugh Montgomerie, conte di Eglinton;
- William Graham (? - 1597);
- Mungo Graham, sposò Marjorie, figlia di sir William Edomonstone di Duntreath;
- Margaret Graham, sposò Robert di Erskine;
- Elizabeth Graham, sposò George Sinclair, IV conte di Caithness;
- Agnes Graham, sposò sir William Murray Tullibardine;
- Janet Murray, sposò sir Andrew Murray di Balvaird;
- Christina Graham, sposò Robert Graham di Knockdolian.